# کلی مک‌گونیکال
کلی مک‌گونیکال (زاده ۲۱ اکتبر سال ۱۹۷۷) روان‌شناس سلامت و مربی دانشگاه استفورد است و به دلیل فعالیت‌هایی که در زمینه «خودیاری» داشته، بسیار مشهور شده‌است. او در فعالیت‌هایش بینش‌های روان‌شناسی و علوم اعصاب را به‌صورت استراتژی‌های عملی درمی‌آورد؛ استراتژی‌هایی که به سلامت و تندرستی انسان کمک می‌کنند. مقاله‌های باب روز در رسانه‌های مختلفی که در مورد تعارض‌های درونی مربوط به سبک زندگی مدرن صحبت می‌کنند، مدام نام کِلی را در مطالبشان ذکر می‌کنند. او که مدت‌هاست طرفدار خود دلسوزی و ذهن‌آگاهی است و آن‌ها را استراتژی‌های مقابله با استرس می‌داند. مک‌گونیگال اخیراً تمرکزش را بر جنبه‌های مشکل‌ساز استرس گذاشته و در یکی از سخنرانی‌هایش در تدتاک جهانی ۲۰۱۳، تأکید کرد دید و باور هر شخص نسبت به استرس اهمیت زیادی در کارکرد آن دارد. او می‌گوید هر شخص باید به خودش باور داشته باشد که می‌تواند با استرس مبارزه کند و این مسئله عامل حیاتی مقابله با استرس است.

### کودکی و مسیر شغلی
کلی مک‌گونیگال، دوقلوی همسان جین مک گونیگال (طراح بازی آمریکایی) است و در نیوجرسی بزرگ شده. پدر و مادر او هر دو معلم مدرسه دولتی بودند و به مسئله تعلیم و تربیت اهمیت زیادی می‌دادند. با اینکه او الان از حمایت‌ها و تربیت پدر و مادرش راضی است، می‌گوید در کودکی حس «تحت کنترل بودن» یا «در قل و زنجیر بودن» داشته. با این حال خودش می‌گوید پدر و مادرش او را خیلی خوب و موفق بار آورده‌اند. او در دانشگاه بوستون درس می‌خواند و در آنجا موفق به کسب دو مدرک کارشناسی در رشته‌های روان‌شناسی و ارتباط جمعی شد. سپس مدرک دکتری‌اش را از دانشگاه استنفورد گرفت. او اکنون در همین دانشگاه مربی روان‌شناسی است و یک درس عمومی به نام قدرت اراده را تدریس می‌کند.

### علاقه‌مندی‌ها
مک‌گونیگال متخصص مدیتیشن بوده و از سال ۲۰۰۵ تا ۲۰۱۲ به عنوان سردبیر ارشد مجله بین‌المللی درمان با یوگا (International Journal of Yoga Therapy) کار می‌کرد. او نویسنده و محقق کنترل نفس است و مقالات او را بارها در نوشته‌های دیگر نقل قول کرده‌اند. او در کتاب‌هایش در مورد چگونگی هدایت و تقویت قدرت اراده صحبت می‌کند و دیدگاه‌های جالبی در این باره دارد. او در گذشته روی نقش تمرین‌های مدیتیشن برای مقابله با استرس و در نتیجه عملکرد بهتر در شرایط دشوار زندگی تأکید زیادی داشته و تقریباً از سال ۲۰۱۳ دیدگاهش را تغییر داده‌است. کلِی اکنون باور دارد نوع برخوردی که ما با استرس داریم، عامل مهمی در مقابله با آن به حساب می‌آید.

## قدرت اراده
به گفته کلی مک‌گونیکال، قدرت اراده یعنی «توانایی انجام کاری که واقعاً می‌خواهید دهید ولی بخشی از وجودتان نمی‌خواهد آن را انجام دهد». او می‌گوید انسان‌ها هم از نظر اجتماعی و هم از نظر شخصی، بین میل درونی و کنترل نفسشان کشمکش دارند و برای اینکه این مسئله را روشن‌تر کند، مواردی مانند میل به خوردن شیرینی‌جات، با کنایه صحبت کردن یا غر زدن و میل به پشت گوش انداختن کارها را مثال می‌زند. انسان‌ها به‌مرور تکامل یافته‌اند و یادگرفته‌اند خودشان را با شرایط تطبیق دهند و غرایض و تمایلات درونی‌شان را کنترل کنند چراکه زندگی کردن در گروه‌ها نیازمند کنترل نفس است که البته به قول مک‌گونیکال «کنترل نفس نسبت به انجام تمایلات آنی گزینه خیلی دشوارتری است». به عقیده مک‌گونیکال وقتی افراد در بکارگیری قدرت اراده موفق می‌شوند یا شکست می‌خورند، این رفتار را به انسان‌های اطرافشان و گروه‌های بزرگ‌تر منتقل می‌کنند؛ چراکه رفتار انسان‌ها بازتابی از رفتار کسانی است که در اجتماع با آن‌ها در ارتباطند و همه ما به‌طور طبیعی از رفتار یکدیگر تقلید می‌کنیم.
آن بخش از نفس‌مان که به ما کمک می‌کند همراستا با اهداف بلندمدتمان کار کنیم، در قشر پیش‌پیشانی مغز قرار دارد و به عقیده مک‌گونیگال می‌توانیم با انجام یک سری تمرین‌های ذهنی و بدنی آن را تقویت کنیم. او می‌گوید این تمرین‌ها عملکرد قشر پیش‌پیشانی را نسبت به بخش‌های دیگر مغز (که مسئول واکنش‌های آنی هستند) در اولویت قرار می‌دهد. تنظیمات پیش‌فرض مغز طوری است که در زمان استرس به لذت‌های آنی و تمایلات درونی پاسخ دهد ولی با انجام تمرینات تقویت ذهن می‌توانیم آن را از حالت پیش‌فرش خارج کرده و روی قشر پیش‌پیشانی متمرکز سازیم.
به گفته کلی مک‌گونیکال، تمرین مدیتیشن یکی از راه‌هایی است که می‌توانید به کمک آن قشر پیش‌پیشانی را در اولویت قرار دهید و در نتیجه به جای گزینه‌های راحت، کارهای سخت‌تر را انجام دهید و به اهداف بلندمدت‌تان فکر کنید.
کلی باور دارد همان‌طور که تمرین‌های فیزیکی به مرور زمان توانایی ورزش کردن را در افراد بیشتر می‌کند، کنترل نفس هم به تدریج به قدرت اراده کمک می‌کند. او می‌گوید: «اگر این کار را با آگاهی و قصد قبلی انجام دهید، باعث می‌شود قدرتمندتر شوید». این قدرت با گذشت زمان بیشتر می‌شود؛ حتی اگر به‌طور موقت احساس ضعف کنید.

## استرس را دوست خود بدانید
مک‌گونیکال در یکی از تد تاک‌هایش در سال ۲۰۱۳، (که تاکنون بیش از ۲۰ میلیون نفر بیننده داشته‌است) گفت با توجه به تحقیقات جدیدی که پیرامون دید افراد نسبت به استرس صورت گرفته (مثلاً اینکه فکر می‌کنند استرس چیز بدی است)، دیدگاهش را نسبت به استرس تغییر داده. او در ادامه یکی از این مطالعات را معرفی می‌کند و می‌گوید طبق این مطالعات، کسانی که فکر می‌کنند استرس برایشان بد است، اثرات نامطلوب استرس را بیشتر در طول عمرشان تجربه می‌کنند ولی کسانی که تصمیم می‌گیرند به استرس به عنوان یک اتفاق مفید نگاه کنند، «شجاعت» بیشتری پیدا می‌کنند در ارتباط با دیگران، هنگام استرس انعطاف‌پذیری بیشتری دارند (۱۷)(۱۸). به گفته مک‌گونیکال: «در گذشته فکر می‌کردیم استرس بازمانده‌ای زیان‌آور از غرایض حیوانی ماست ولی الان می‌دانیم که این باور غلط است. استرس درواقع باعث می‌شود از لحاظ اجتماعی باهوش‌تر شویم. درواقع همین استرس است که ما را از حیوانات جدا می‌کند و باعث می‌شود انسان باشیم».

## کتاب‌ها
- یوگا برای رهایی از درد: تمرین‌هایی آسان برای آرامش ذهن و درمان دردهای پنهان
- غریزه اراده: کنترل نفس چطور عمل می‌کند، چه اهمیت دارد و چطور می‌توانیم بیشتر از آن استفاده کنیم
- علم تغییر از لحاظ عصب‌شناسی: برنامه‌ای مقایسه‌محور برای تغییر شخصی
- روی خوش استرس: حقایقی دربارهٔ مفید بودن استرس و چگونگی تسلط بر آن که توسط مریم آقایی به فارسی ترجمه شده‌است.[۵]